# Mariela Kostadinova
Mariela Kostadinova (Aytos, 5 de noviembre de 2002) es una gimnasta búlgara especializada en la modalidad de gimnasia acrobática. Tras competir en el Campeonato Mundial de Gimnasia Acrobática en Amberes, Bélgica, Kostadinova representó a su país en los Juegos Olímpicos de la Juventud 2018 celebrados en la ciudad de Buenos Aires, Argentina, donde obtuvo la medalla dorada en la prueba por pareja mixta con una puntuación total de 27.850, superando a las parejas de Israel y Ucrania que fueron plata y bronce respectivamente.